# Erling Bjøl
Erling Bjøl, född den 11 december 1918, död i december 2023, var en dansk journalist, författare och statsvetare.
Från 1942 arbetade han som journalist i Nationaltidende, under andra världskriget vid BBC i London och åren 1945–1959 på tidningen Information. Perioden 1949–1951 var han även Danmarks Radios korrespondent vid FN i New York. 1959–1963 arbetade han som Pariskorrespondent för dagstidningen Politiken, och han fortsatte efter det som utrikespolitisk kommentator för tidningen.
Parallellt med journalistiken hade Bjøl även en akademisk karriär. Han tog en examen i litteraturhistoria vid Köpenhamns universitet 1948, och under ett studieuppehåll i Sverige fick han upp ögonen för statskunskap. 1963 blev han professor i internationell politik vid Århus universitetet och tre år senare, 1966, disputerade han i statskunskap på en avhandling om Frankrikes Europapolitik. Han skrev ett stort antal artiklar och böcker om internationell politik och samtidshistoria, flera av dem har översatts till svenska. Erling Bjøl var en av idégivarna bakom det utrikespolitiska institutet i Danmark.
Många av hans böcker översattes till svenska, som till exempel de två trebandsverken Världshistorien efter 1945 (1973–1974) och Vår tids kulturhistoria (1979–1980). Han var även huvudredaktör för flerbandsverket Bonniers världshistoria.